# Pierre Chaunu
Pierre Chaunu (ur. 17 sierpnia 1923 w Belleville-sur-Meuse, zm. 22 października 2009 w Caen) – francuski historyk.  

## Życiorys
W 1947 r. rozpoczął pracę w liceum w Bar-le-Duc. W roku 1956 został wykładowcą na Wydziale Literatury w Centrum Narodowym Badań Naukowych (CNRS), a trzy lata później – na Uniwersytecie w Caen. Tytuł profesora uzyskał w 1962 r., obroniwszy dwunastotomowe dzieło o historii Sewilli. W 1971 r. objął katedrę historii nowożytnej na Sorbonie (Paris-IV). Wykładał również na Wydziale Teologii na Uniwersytecie w Aix-en-Provence. W latach 1957–1991 był wiceprezesem Komisji Historycznej CNRS.
Od roku 1982 współpracował z francuskim dziennikiem "Le Figaro". Był również członkiem rady naukowej Instytutu Domu Burbońskiego.
Był kalwinem. Jego prace dotyczą historii Francji, Hiszpanii, dziejów Kościoła, historiozofii i historii cywilizacji.

## Dorobek naukowy
Pierre Chaunu opublikował ponad 80 książek, m.in.:
- Historia Ameryki Łacińskiej, (Histoire de l'Amérique latine, Paris, PUF, coll. « Que sais-je ? », 1949/2009)
- Ameryka i Amerykanie od prehistorii do naszych dni, 1964.
- Hiszpania w czasach Filipa II, 1965.
- Cywilizacja Europy klasycznej, 1966.
- Ekspansja europejska od XIII do XV wieku, 1969.
- Historia Normandii, 1970.
- Cywilizacja wieku oświecenia, 1971 (wyd. polskie: przeł. Eligia Bąkowska, Warszawa: Państwowy Instytut Wydawniczy 1989 isbn 83-06-02339-0; wyd. 2 -1993).
- Hiszpania Karola V, 1973.
- Czas reform. Historia religii i cywilizacji (1250-1550), 1975 (wyd. polskie: przeł. Jan Grosfeld, Warszawa: "Pax" 1989).
- Pamięć wieczności, 1975.
- Przemoc Boga, 1978.
- Śmierć w Paryżu (XVI, XVII, XVIII wiek), 1978.
- Historia i wiara, 1980.
- Historia i wyobraźnia, 1980.
- Kościół, kultura i społeczeństwo. Reformacja i kontrreformacja (1517-1620), 1980.
- Historia i dekadencja, 1981.
- To, w co wierzę, 1982.
- Europa klasyczna, 1984.
- Retrohistoria, 1985.
- Wielka deklasacja, 1989.
- Wielki wybuch dzieciństwa, 1987.
- Krótka historia Boga, 1992.
- Oś czasu, 1994.
- Chrzest Chlodwiga. Chrzest Francji, 1996.